# Campeonato Europeo de Gimnasia Rítmica de 2020
El XXXVI Campeonato Europeo de Gimnasia Rítmica se celebró en Kiev (Ucrania) entre el 26 y el 29 de noviembre de 2020 bajo la organización de la Unión Europea de Gimnasia (UEG) y la Federación Ucraniana de Gimnasia.
Las competiciones se realizaron en el Palacio de los Deportes de la capital ucraniana. 
Por problemas derivados de la pandemia de COVID-19, 14 países decidieron no participar. La principal potencia continental de este deporte, Rusia, estuvo ausente. España también decidió no participar.

## Resultados
| Evento                                 | Oro | Plata | Bronce |
| -------------------------------------- | --- | --- | --- |
| Concurso completo ind. (29.11)         | Linoy Ashram Israel 100,900 pts.                                                                                  | Alina Harnasko · Bielorrusia · 100,900 pts.                                                                       | Anastasiya Salos · Bielorrusia · 96,500 pts.                                                                      |
| Grupo 5 con pelota (28.11)             | Ucrania · Diana Bayeva · Mariola Bodnarchuk · Anastasiya Vozniak · Mariya Vysochanska · Valeriya Yuzviak · 35,350 | Israel Shai Ben Ruby Ofir Dayan Yana Kramarenko Yuliana Teleguina Karin Vexman 34,450                             | Estonia Laurabell Kabrits Evelin Naptal Arina Okamanchuk Carmely Reiska Alina Vesselova 32,800                    |
| Grupos 3 con aro + 2 con mazas (28.11) | Turquía Azra Akıncı Eda Asar Peri Berker Duygu Doğan Nil Karabina 31,150                                          | Ucrania · Diana Bayeva · Mariola Bodnarchuk · Anastasiya Vozniak · Mariya Vysochanska · Valeriya Yuzviak · 31,150 | Azerbaiyán Ləman Əlimuradova Zeynəb Hümmətova Yelyzaveta Luzan Məryəm Səfərova Darya Sorokina 30,650              |
| Grupos concurso completo (27.11)       | Israel Shai Ben Ruby Ofir Dayan Yana Kramarenko Yuliana Teleguina Karin Vexman 67,575                             | Azerbaiyán Ləman Əlimuradova Zeynəb Hümmətova Yelyzaveta Luzan Məryəm Səfərova Darya Sorokina 66,300              | Ucrania · Diana Bayeva · Mariola Bodnarchuk · Anastasiya Vozniak · Mariya Vysochanska · Valeriya Yuzviak · 63,700 |

## Medallero
| Núm. | País        | Oro | Plata | Bronce | Total |
| ---- | ----------- | --- | ----- | ------ | ----- |
| 1    | Israel      | 2   | 1     | 0      | 3     |
| 2    | Ucrania     | 1   | 1     | 1      | 3     |
| 3    | Turquía     | 1   | 0     | 0      | 1     |
| 4    | Azerbaiyán  | 0   | 1     | 1      | 2     |
| 4    | Bielorrusia | 0   | 1     | 1      | 2     |
| 6    | Estonia     | 0   | 0     | 1      | 1     |
|      | TOTAL       | 4   | 4     | 4      | 12    |